# Солмсен, Фридрих
Фридрих Солмсен (нем. Friedrich Heinrich Rudolf Solmsen; 04.02.1904, Бонн — 30.01.1989, Чапел-Хилл, Северная Каролина) — немецкий и американский филолог-классик, учёный-философ, исследователь истории идей.

## Биография
Сын известного филолога Феликса Солмсена.
Учился классической филологии в Бонне (1922), Гейдельберге (1924) и Берлине. В последнем получил степень доктора философии в 1928 году, тогда же была опубликована его посвящённая аристотелевским логике и риторике диссертация. В Берлине он связался с Виламовиц-Мёллендорфом и Вернером Йегером, работал под началом последнего.
В середине 1930-х годов покинул Германию из-за нацизма и через Великобританию попал в США.
Преподаватель Корнеллского университета, профессор департамента классики.
В 1962—74 годах профессор антиковедения Висконсинского университета в Мадисоне.
Затем в отставке.
В 1972 году лауреат награды от Американской филологической ассоциации.
Членкор Британской академии (1973).